# پدرو دومینگوس
پدرو دومینگوس (انگلیسی: Pedro Domingos; تاریخ ورودی نامعتبر است – ) دانشمند در زمینه هوش مصنوعی اهل پرتغال بود.
وی همچنین برندهٔ جوایزی همچون برنامه فولبرایت شده‌است.